# Cinnamomum petiolatum
Cinnamomum petiolatum är en lagerväxtart som beskrevs av André Joseph Guillaume Henri Kostermans. Cinnamomum petiolatum ingår i släktet Cinnamomum och familjen lagerväxter. Inga underarter finns listade i Catalogue of Life.